# Konec světa za dveřmi
Konec světa za dveřmi (v anglickém originále Homer Goes to Prep School) je 9. díl 24. řady (celkem 517.) amerického animovaného seriálu Simpsonovi. Scénář napsal Brian Kelley a díl režíroval Mark Kirkland. V USA měl premiéru dne 6. ledna 2013 na stanici Fox Broadcasting Company a v Česku byl poprvé vysílán 18. července 2013 na stanici Prima Cool.

## Děj
Homer a Marge vezmou děti do dětského zábavního centra, což Homera zklame, protože musí děti hlídat. Když však vidí, že ostatní tatínkové se vzdali svých povinností, udělá to také. Jakmile jedno z dětí opustí budovu, spustí se automatický alarm, jenž celé zařízení uzavře. Marge a matky si krátí čas vyprávěním historek o porodu, ale otcové se okamžitě obrátí proti sobě a divoce se perou. Homer je traumatizován a při rutinní cestě k Vočkovi si přizná pochybnosti o schopnosti civilizace přežít celosvětovou katastrofu a setká se s mužem jménem Lloyd, jenž ho zasvětí do světa survivalistů. Homer si rychle osvojí jejich ideály a metody a uskladní potřebné vybavení v rodinném sklepě. 
Když studuje, jak se stát survivalistou, zanedbá svou práci ve Springfieldské jaderné elektrárně, v důsledku čehož elektromagnetický puls vyřadí veškerou energii ve Springfieldu. Když starosta Quimby nedokáže najít řešení problému, je Homer přiměn vzít svou rodinu do základního tábora, který založili jeho kolegové survivalisté, mezi nimiž jsou Herman a inspektor Chalmers. Po hádce s Marge o jejich novém životě však Homer začne o ostatních survivalistech pochybovat, když se odmítnou podělit o své uskladněné vybavení s ostatními obyvateli Springfieldu. Uvědomí si, že vybavení potřebují všichni ostatní, a tak ho ještě té noci všechno ukradne a uteče s rodinou zpět do Springfieldu. Survivalisté ho začnou pronásledovat. Simpsonovým se podaří dostat zpět do Springfieldu, kde zjistí, že se obyvatelé města rychle vzpamatovali z výbuchu v elektrárně a k Lloydově zděšení se jako společnost vzpamatovali. Líza všem řekne, že z toho všeho plyne velké ponaučení. Mezitím se k Zemi blíží meteorit s hordou zombie.

## Přijetí

### Hodnocení
Epizoda dosáhla ratingu 4,2 v demografické skupině 18–49 a sledovalo ji celkem 8,97 milionu diváků, což z ní činí nejsledovanější pořad v rámci bloku Animation Domination toho večera.

### Kritika
Díl získal smíšené hodnocení, přičemž chvála směřovala k humoru a kritika k ději. Robert David Sullivan z The A.V. Clubu udělil epizodě hodnocení C a označil ji za „díl spíše bez života“.
Teresa Lopezová z TV Fanatic uvedla: „Vedle skvělých postřehových gagů a parodií na videa o přežití se v dílu objevilo docela dost zábavných citátů ze Simpsonových, ale nic moc jiného nového nebo vzrušujícího v ní nebylo. Aktuálnost může seriál učinit jen trochu zábavným, takže se této epizodě podařilo být jen lehce nadprůměrnou.“.